# Laxticka
Laxticka (Erastia salmonicolor) är en svampart som först beskrevs av Berk. & M.A. Curtis, och fick sitt nu gällande namn av Niemelä & Kinnunen 2005. Erastia salmonicolor ingår i släktet Erastia och familjen Polyporaceae.  Arten är reproducerande i Sverige. Inga underarter finns listade i Catalogue of Life.

I den svenska databasen Dyntaxa används istället namnet Sarcoporia polyspora för samma taxon.  Arten är reproducerande i Sverige.